# Irene Bache
Irene Mary Bache (Londres, 23 de março de 1901 – Swansea, 24 de maio de 1999) foi uma pintora e professora inglesa. 
Tendo trabalhado principalmente com aquarelas, Irene foi uma das primeiras artistas modernas a descrever na pintura as dramáticas paisagens do sul do País de Gales, em especial as colinas, a baía e os céus da Península de Gower.

## Biografia
Irene nasceu no distrito de Brockley, no sul de Londres, em 1901. Era a mais velha entre os quatro filhos de Charles Bache, um agente de seguros, e sua esposa Emily. Ambos eram pintores amadores e inspiraram a filha mais velha a seguir o mesmo caminho. Quando Irene era pequena, em 1904, a família se mudou para a cidade de Reigate. Irene estudou na Croydon School of Art, na Central School of Arts and Crafts e na Camberwell School of Art onde estudou arte e seus vários movimentos.
Irene foi professora em várias escolas em Croydon, Peterborough, Worthing e Whitchurch antes de lecionar por um breve período na Royal College of Art. Em 1942, Irene foi indicada como chefe do departamento de Artes do Swansea College of Education, cargo que manteve até sua aposentadoria, em 1966. Na época, ela trouxe ideias radicais para seus alunos no ensino das artes e foi uma artista bastante ativa. Ela defendia que crianças deveriam pintar como crianças e não como potenciais pintores. Participou de várias exposições e shows, tanto em Swansea quanto em Cardiff e foi membro ativo na Sociedade Artística de Swansea, sendo sua diretora e vice-presidente várias vezes. Em 1954, uma exposição só de seus trabalhos foi montada em Swansea e em 1966, uma retrospectiva de seu trabalho foi montada na Secretaria de Educação da cidade.
Após sua aposentadoria, Irene abriu um estúdio particular e continuou a dar aulas de arte e a pintar, em especial temas botânicos e paisagens. Fez parte de exposições e grupos artísticos, tendo exposto seus trabalhos na National Eisteddfod of Wales, em 1974. Sendo uma grande admiradora da poesia, em 1981, publicou um livro ilustrado, chamado Gower Poems, obra inspirada na Península de Gower, onde ela morava. Irene também ilustrou vários livros, como um volume sobre cogumelos selvagens, publicado em 1992.
Em seu aniversário de 90 anos, uma exposição sobre seu trabalho foi aberta na Galeria Glynn Vivian, em Swansea. Irene nunca se casou ou teve filhos. Quando a visão começou a prejudicar sua pintura, ela criava histórias infantis e as lia para seus alunos.

## Morte
Irene morreu em 24 de maio de 1999, em Swansea, aos 98 anos.